# 가인지경영
가인지경영은 대한민국에서 시작된 가치중심 경영방법이다. 이 경영방법은 특히 중소기업과 스타트업의 실정에 맞는 경영방법이라는 평을 받고 있다. 가인지는 가치경영, 인재경영, 지식경영의 앞 글자를 따서 만든 단어이다.

## 가인지경영의 정의
가인지경영은 사업의 본질이 고객가치를 위해 존재하며, 직장생활의 본질도 고객가치에 동참하는 것이라고 규정하고 있다. 여느 경영론과 같이 피터 드러커의 경영원리에 상당 부분 기반하고 있으며, 가치경영, 인재경영, 지식경영이라는 세 가지 큰 분류를 가지고 경영의 방법론을 제시하고 있다. 가인지경영에 관한 개념은 2018년 12월에 대한민국에서 출간된 [가인지경영, 김경민 저] 단행본을 통해 표준적인 개념을 강화했다.

### 목적
가인지경영의 목적은 위의 세 가지 원론을 기반으로 세워진다. 즉, 지식을 통해 사람을 성장시켜 그와 함께 일함으로써 고객가치를 실천하는 경영이다. 가인지경영의 목적은 기업 경영의 목적이 비즈니스를 통해서 사람과 세상을 섬기고 사랑한다는 청교도적인 기업주의에서 출발한다. 피터 드러커가 말 한 기업의 존재 목적은 고객 가치를 창출하는 것이라는 대 명제와 일맥상통한다. 고객 가치를 실현하는 경영을 하기 위해서는 가치에 맞는 사람들로 조직이 구성되어야 하며 그 구성원들이 가치를 창출하기 위한 지식을 발견할 때 가능하다는 것이다. 가인지경영은 고객 가치를 발견하고 사람(인재)을 준비하여 지식으로 성과를 내는 것이다.

### 특성

#### 가치경영
가치경영은 조직이 존재하는 이유가 고객 가치를 목적으로 일하는 것에 있다고 서술한 원론이다. 기업의 비전, 사명, 그리고 스피릿이 명확하게 세워져야 한다는 것이 가장
가치경영은 이윤을 포기할 수 있는 가치를 갖는 것을 중요하게 생각하며, 고객을 섬기는 것을 최우선 원칙으로 하고있다. 또한, 기업의 직원 모두가 기업의 핵심가치인 비전, 미션, 그리고 스피릿을 따르는 것이 핵심이 되며, 직원 전체가 기업만의 차별화된 문화에 자부심을 느끼며 수호하게 된다는 원칙에 기반하고 있다.
가치경영은 기업의 모든 직원이 동일한 가치를 가지고 일하기 때문에 조직 결속력과 로열티가 강하다는 장점을 가지고 있다. 또한, 사회 공헌을 강조하는 경영 방식으로 인해 사회 공헌과 나눔에 일조하게 된다. 또한, 직원은 기업의 가치와 자신의 가치가 일치되었을 때 기업에 대한 애착이 생성되어 스스로 조직 가치에 몰입하게 된다.
이런 가치경영은 일반적으로 크리스천 경영 및 크리스천 경영자들에게 자주 받아들여진다. 기독교의 보편적인 진리인 '하나님을 사랑하고 이웃을 사랑하는 삶'을 추구하는 크리스천 경영자들에게 가인지경영은 그 철학적인 배경을 보완 해 주고 있다. 가인지경영이 시작된 대한민국의 초기 기업들인 주)한만두식품, 주)반석기초E&C, 주)디자인스킨, 주)하마씨 등 다수의 기업들이 크리스천 경영자 임을 감안할 때 경영자의 신앙적인 기반 위에 일반적인 경영 방법론으로 채택되어 활용되고 있다고 볼 수 있다.
그런 점에서 가인지경영은 이윤 추구를 최고의 목적으로 삼는 일반적인 경영의 목적의 순서를 달리하여 목적을 고객가치로 두고 그 결과로 이윤을 남기는 가치주의의 방식을 구추하는 경영으로 평가 받고 있다. 가치주의의 개념은 무한한 확장성과 탐심을 배경으로 하는 비즈니스 시스템에서 협력과 상생의 가능성을 열어주는 경영으로의 변환에 관한 시도이기도 하다.

#### 인재경영
인재경영은 ‘사람을 성장시켜 그와 함께 일한다’를 테마로 HRM과 HRD분야를 경영하는 원론이다. 돈보다 사람의 성장에 포커스를 맞추어야 한다고 주장하며, 재능과 강점이 발휘되는 조직이 되는 것을 목표로 한다.
가인지경영은 인재 경영의 시작이 인재를 발굴하고 적합한 사람을 확보하는 것이라고 명시한다. 또한, 강점에 초점을 맞추어 강점이 발휘되는 도전적인 일을 부여하면 인재가 성장한다는 기준을 가지고 일을 부여하도록 한다. 개인 성장의 기준은 다른 사람과의 비교가 아닌 자신의 가치에 따른 성장임을 강조하며, 즐겁게 일하는 환경 조성 또한 강조한다. 이론적인 강의보다 현장 경험 통한 성장이 더욱 효과적이라는 원칙을 가지고 현장에서의 학습을 권장한다.
인재경영의 장점 중 하나는 각각 직원의 부가가치가 높아지면서 직원 자체가 부가가치를 창출하는 중요한 자원이 되는 것이다. 또한, 개인의 성장을 위해 배우려는 문화와 성장을 통한 중간 관리자로의 성장, 그리고 외부 영입의 최소화로 인해 체계적인 가치와 지식이 전수되는 문화가 형성된다.

#### 지식경영
지식경영은 운이나 속임수가 아니라 재생산과 확산이 가능한 지식이 기업 내부에서 이루어지고 발굴되는 것에 초점을 맞춘다. 이를 통해, 지식으로 성과를 내는 것이 지식 경영의 목표이다.
지식경영은 자신의 일을 개발하고 더 잘하려고 노력하는 것이다. 또한 지식을 발견해 나가는 것에 중점을 두고, 발굴한 지식을 공유하고 확산해 가는 것에 의를 두고 있다. 공유한 지식은 사회의 공헌으로도 이어질 수 있다는 것 또한 강조되는 부분이다. 지식경영은 결국 조직의 문제를 함께 해결하고 기회를 만들어가게 한다.
지식경영이 시행되면 피드백을 통해 학습과 성장이 이루어져, 궁극적으로 직원 자신이 문제를 스스로 해결할 수 있다는 믿음이 생긴다. 또한, 기업 전체가 자신의 일에서 더 잘할 수 있는 방법을 스스로 발견하고 탐구하려고 노력하는 문화가 형성된다. 이를 통해 축적된 지식은 기업의 무형자산이 된다.

#### 가인지 진단
가치경영을 진단하는 척도에는 고객만족도, 직무만족도, 사회공헌율 등이 있고, 인재경영 진단 척도에는 퇴사율, 승진율, 인당연봉 등이 있으며, 지식경영 진단 척도 매출성장률, 영업이익성장률, 인당부가가치 등이 있다.

## 가인지 42개 메뉴판
가치경영, 인재경영, 지식경영은 각각 두 가지의 하위 분류를 거쳐 7개의 세부 과목, 즉, 총 42가지 세부 과목을 포함하고 있다. 각 세부 과목은 가치경영, 인재경영, 지식경영의 단계의 1단계부터 7단계까지를 나타낸다. 이를 통해 기업은 총 42개의 과목 중 자신의 기업에 필요한 과목을 골라 적용할 수 있다. 필요한 과목을 골라서 적용할 수 있다는 컨셉 때문에 ‘메뉴판’이라고 불린다. 가인지경영이 제시하는 42가지 경영 실천 과목은 스타트업 경영자들에게 좋은 길잡이가 될 수 있다. 산업의 종류나 규모에 상관없이 경영을 통해 시스템을 만들고 사람을 키우고자 하는 경영자들에게 공통적으로 필요한 경영 실천 과목들이라고 말 한다.

### 가치경영

#### 조직가치

##### 기업 DNA 핵심가치
경영자의 경영철학을 정리하는 것이다. 이를 통해 경영자의 핵심철학을 정리하게 된다.
조직의 존재를 뚜렷이 발견하며 비전하우스의 출발점을 만들 수 있다.

##### CCMV
핵심역량 (Core Competency), 핵심가치 (Core Value), 사명 (Mission), 비전 (Vision). CCMV가 세워지면 기업은 최상위 헌법을 가지게 되어 의사결정의 기준이 생기며, CCMV가 직원을 하나로 묶는 역할을 하게 된다.
비전워크샵을 통해 직원들과 함께 비전을 수립하고, 조직의 비전 포트폴리오를 만들게 된다.

##### 퍼스널 가인지 토크
직원 개인의 삶에 가치, 인재, 경영을 적용하는 것. 직원의 가치, 강점, 지식을 나누고 확립하는 것이다.
조직과 개인의 가치, 인재, 지식경영관을 한 방향으로 정렬할 수 있다.
조직 가치 관점에서 인재바인더에 반영하여 인사정보로서 사용이 가능하다.

##### 핵심습관
기업의 핵심습관을 세우고 정착하는 것이 주 목표이다. 핵심습관을 통해 조직의 경쟁력을 키우는 것이다,
또한, 핵심습관은 조직의 핵심가치 실현에도 큰 이점이 된다. 조직이 핵심습관은 장기간 조직의 구성원들이 행동하여 나타난 결과로 형성된다. 그런 점에서 홈페이지에 선언한 서비스 선언이나 행동 규범 등과는 차이가 있다. 조직의 목적에 맞는 핵심 습관을 형성한 조직은 그 자체로 경쟁력을 갖는 경우가 많다.

##### 경영자의 소통채널
경영자와 직원이 소통하며 경영자의 철학과 지식을 정기적으로 전수하는 채널이다. 이를 통해 경영자의 이슈와 조직의 방향을 지속해서 소통한다.
정기적, 일률적, 그리고 예고적인 시간과 장소를 정하여 진행하며, 경영자의 핵심철학을 지속해서 소통하여 조직의 핵심가치가 직원들에게 내재화 될 수 있도록 한다.
소통 내용은 파워포인트나 워드로 정리하여 추후 교육자료로 사용한다.

##### 핵심가치 페스티벌
한 해 동안 가치를 기반으로 일한 직원의 우수한 사례를 취합, 공유, 그리고 시상하는 행사이다. 고객가치에 기여한 스토리를 통해 가치를 확산할 수 있으며, 핵심가치를 기반으로 한 핵심습관을 독려한다.
- 실행방법

1. 연말이 되면 핵심가치 실천 사례를 공모한다.
2. 사례는 일정 주기를 설정하여 실천사례를 취합한다.
3. 취합한 핵심가치 실천 사례를 심사한다.
4. 연말이 되면 출정식에 핵심가치 시상식을 반영하여 사례발표 및 시상을 진행한다.

##### 가치기반 공헌활동
직원이 동참하여 기업의 가치와 상품을 사회에 환원하는 공헌활동이다. 기업의 핵심가치와 역량으로 이웃에게 사랑을 전하는 방법으로 사용된다.
- 실행방법

1. 조직이 가지고 있는 핵심가치와 역량을 기반으로 도울 수 있는 이웃을 찾는다.
2. 도움이 될 수 있는 구체적인 공헌활동을 선정한다.
3. 조직원들과 함께 공헌활동을 실천한다.
4. 문화캘린더에 세팅하고 정기적으로 활동한다.
5. 사내 게시판과 블로그에 업로드하고 스토리를 확산한다.

#### 문화

##### 경영자의 라이프스타일
조직에 적용할 수 있는 경영자의 라이프스타일을 보여주고, 경영자의 삶을 통해 기업의 핵심가치를 알려주고 보여주며 직원들이 시도하고 배운다.
경영자의 강력한 리더십을 삶을 통해 확보하며, 결과적으로 조직의 핵심습관 실천과 영향력이 확산될 수 있다.
경영자는 자신이 스스로 중요하게 생각하는 조직의 핵심가치를 확인하고 자신의 핵심습관을 점점한다. 리더로서 핵심가치를 실천하며 조직구성원들과 공유하고 소통한다. 경영자 코칭이나 멘토링을 통해 지속해서 리더로서 가치와 역량을 확산해간다.

##### 조직문화의 달력, 문화캘린더
기업의 연간 문화행사를 비즈니스 이슈 및 가치, 인재, 지식 별로 정리한 달력이다. 고객과 비즈니스 상황이 정렬된 조직문화의 설계이다.
조직원들간에 공감대화 친밀감을 지속적으로 형성할 수 있으며, 즐거운 문화를 만들어가는 효과를 낸다.
- 실행방법

1. 이미 실천되고 있는 회사의 주요 이벤트와 프록램을 정리한다.
2. 문화행사가 회사의 핵심가치와 연관성이 있는지 점검합니다.
3. 비즈니스 이슈를 정리한 후 가인지별로 문화행사를 세팅한다.
4. 해당 프로그램의 매니저/실행주기/예산을 정한다.
5. 문화캘린더를 공지하고 예산을 관리한다.

##### 사내 소그룹 활동
직원의 즐거움과 친밀감을 위해 사내 동아리 및 봉사활동 등의 형태를 확립하는 것. 직원간의 친밀감을 높여 기업의 생산성도 높이고자 하는 취지이다.
핵심가치 기반으로 의미가 있다고 여겨지는 경우, 조직의 문화로 확산해간다.

##### 직원의 가정과 함께하는 소통법
가정이 튼튼해야 직원이 행복하다는 원칙 아래 직원의 가정과 소통하고 지지와 협력을 이끌어 내는 문화를 만드는 것.
가족에게 지지를 받아 행복한 직장생활을 보내며, 직장생활의 만족감과 회사에 대한 자부심을 가질 수 있다.
- 실행방법

1. 조직의 핵심가치를 기반으로 직원 가족들과 함께할 수 있는 활동을 따뜻함, 사랑, 감동에 초점을 맞추어 기획한다.
2. 기획한 이벤트를 진행하며 직원의 가족들과 조직의 가치를 소통한다.
3. 정기적으로 직원 가족들과 소통할 수 있는 자리를 만든다.

##### 직원들이 자랑하고 싶은 문화 만들기
직원이 자부심을 갖고 자랑할 수 있는 기업의 특색있는 문화를 만드는 것이다. 직원이 주도적으로 문화활동에 참여하는 것이 중점이다.
고객들에게 문화 스토리를 소통하고, 직원이 느끼는 회사의 자부심을 공유할 수 있다.
보도자료, 교육자료, 문화, 스토리 등 대외홍보 자료로 활용이 가능하다.

##### Mission in Business
기업에서 설정한 미션에 관한 프로그램을 통해 기업의 미션을 실천하고 지속한다. 직원의 영적 필요를 나누고 공동체로의 힘을 모은다.

##### 의사결정 원탁회의
조직의 의사결정에 보다 많은 직원이 참여하는 것. 이를 통해 자신이 결정한 일에 주도성을 갖도록 권장하며, 조직구성원들의 신뢰를 확보하도록 한다.
- 실행방법

1. 의사결정에 참여할 수 있는 내용, 지표수준, 대상을 선정한다.
2. 지표 공유 수준을 정하여 수준에 맞게 대상별로 지표를 확인할 수 있게 한다.
3. 경영자는 직원들에게 지표를 공유하고 조직의 중요한 의사결정에 참여하게 한다.
4. 경영자는 직원들에게 의사결정에 대한 책임과 권한을 부여합니다.

### 인재경영

#### 인재시스템

##### 의미채용
마케팅 관점에서 기업을 인재에게 제안하고 인재가 지원하도록 하는 방법. 지원자가 차별화된 기업으로 인식하고 자신의 비전과 가치에 비교할 수 있도록 한다. 기업의 고객가치와 차별화된 문화를 매력적으로 노출하는 것에 초점을 맞춘다. 일자리라는 상품을 판다는 개념으로 채용을 진행한다.

##### 인재진단표
인재 평가의 오류를 최소화하고 선별할 수 있는 프로세스와 진단방법을 제시한다. 기업 가치에 맞는 인재를 선별하는 것이 목적이다.
짧은 시간내에 지원자의 강점을 파악하고, 면접관의 주관적인 오류를 줄일 수 있다.

##### 인재바인더
기업 직원의 강점을 이해하고 피드백하며 경력을 관리하는 리더의 노트. 기업내 인재들의 강점을 입체적으로 파악할 수 있다. 리더의 기억 한계를 보완하고 인재 미팅 시 피드백할 수 있는 도구로 활용 가능하다. 경영자가 직원이 성과를 내는 방식을 관리하는 것이다.

##### 보상시스템
기업에 적합하고 직원에게 공정한 보상시스템을 운영하는 것이다. 이를 통해 직원은 자신이 하는 일에 즐거움을 갖고 일을 할 수 있다. 공정한 보상으로 보상리스크를 최소화하는 것이 중점이다.
- 실행방법

1. 기업 운영 철학에 따라 보상을 정한다.
2. 고정급은 속해 있는 산업군의 틀을 참고해 정한다.
3. 인재 시장가격을 파악한다.
4. 경쟁기업의 보상 수준을 확인한 후 신입사원의 초임을 정한 후 과장급의 고정급을 정한다.
5. 나머지 보상 수준은 '브로드 밴딩 방식'[17][18]으로 고정급 테이블을 정한다.
6. 변동보상은 성과급으로 조직의 성과에 따라 펀드율을 적용하여 직원들에게 지급한다.

##### 천가지 포상뱅크
직원이 즐겁게 일할 수 있도록 다양하게 시행할 수 있는 포상아이디어를 정리하는 것. 개별적인 상황에 맞는 포상으로 일의 즐거움을 극대화 시킨다. 직원을 고객으로 보고 제공할 수 있는 포상요소를 확인하는 것이 필요하다. 직원에게 제공할 수 있는 다양한 수단이 있다는 것은 경영자의 또 다른 리더십 수단이기 때문에 다양한 직원에게 알맞게 포상할 수 있도록 정교한 포상뱅크 설계가 필요하다.
- 실행방법

1. 기존에 기업에서 시행해왔던 제도들을 정리한다.
2. 영향력이 큰 보상/명예/포상/인정순으로 피드백한다.
3. 기업의 상황에 맞게 우선순위에 따라 포상방법을 정한다.
4. 경쟁사와 시장에서 어떤 요소들을 부여하고 있는지 고려하여 재정비한다.

##### 승진시스템
직원의 가치와 지식을 인정하고 필요한 역할을 부여한다. 승진을 통해 직원들이 주인의식을 가지게 하고, 리더십의 기회를 삼을 수 있다. 지식과 역량이 있는 인재들에게 책임과 권한을 주어 조직을 효율적으로 경영할 수 있다.
공정한 승진시스템 설계를 위해 경영자의 세심한 관리와 관심이 필요하다. 또한 승진식은 직원의 명예와 자부심을 높여줄 수 있도록 해야한다.

##### 전환 PJ Program
전환의 계기가 필요한 직원에게 새로운 도전을 제공하여 성과를 내게 하는 것. 과제의 재배치를 통해 기업의 문제 해결을 시도한다.
활성화되지 않은 직원에게 새로운 도전과 기회를 부여할 수 있다. 매너리즘에 빠지고, 승진을 못한 인재가 승진의 기회를 얻을 수 있다. 성장 트리거가 필요한 직원에게 성장의 기회를 마련하는 방법이다.
- 실행방법

1. 조직의 문제를 진단한다
2. 문제를 재정의하고 해결해야할 과제를 재배치한다.
3. 해결 과제의 해결사를 지정하여 반드시 해결해야 하는 강력한 프로젝트를 부여한다.

#### 인재양성

##### 자기경영노트
신입/경력 입사자가 주도적으로 성과와 학습을 관리하는 노트이다. 이를 통해 회사의 스피릿과 문화를 밀도 있게 파악한다. 직원 개인이 스스로 관리하며 학습하는 시스템을 만들고, 학습의 주체로서 주도성과 성취감을 가지며 성장하도록 도모한다.
- 포함 내용 예시

1. 경영자의 기대사항을 노트에 넣어 스스로 수습기간의 목표를 이해하도록 한다.
2. 조직의 CCMV
3. 동료 직원들의 정보 및 소개
4. 반드시 가르쳐야 할 지식제목과 전수자 리스트
5. 시간관리 노트
6. 필독서 리스트

##### 인재성장맵
신입의 전문성과 개인 성장에 관한 경력목표에 대해 성과와 지식의 경로를 제시한다. 핵심 직무의 롤모델과 인재 성장 경력개발의 경로 또한 제시한다. 핵심 직무별 필수역량을 정확히 파악해야 하며, 직원 스스로 성장할 수 있도록 경영자가 효과적으로 비전을 제시해야 한다.
- 설계방법

1. 세로축은 '성과', 가로축은 '역량'으로 잡고 직책/직급별로 갖추어야 할 지식리스트를 정리한다.
2. 경영자와 직원이 생각하는 성장의 관점을 확인한다.
3. 경영자는 직원에게 새로운 인풋의 기회를 주고 경력을 개발할 수 있게 지원한다.
4. 직원은 각자의 포지션에 맞게 다양한 커리어 경로를 스스로 설계한다.

##### 독서뱅크, 독서문화
성장을 위한 필독서와 추천도서를 정하고 사내에서 책을 읽고 적용하는 도구. 독서를 통해 기업이 추구하는 방향성을 공유하고, 커뮤니케이션의 도구로 활용한다.
- 실행방법

1. 조직의 경영이념과 방향에 맞춰 도시 컨셉과 기준을 정한다.
2. 추천 및 필독서 리스트 자료들을 참고하여 직무 별 등급기준에 맞게 독서뱅크를 제작한다.
3. 독서 모임의 리더를 세운다.
4. 정기적으로 독서 모임을 진행한다.

##### 인재양성 아카데미
기업에서 필요한 지식을 전수하는 강의식 교육방법. 직원들이 리더십을 확보할 수 있는 기회와 경영자로 성장시키는 밑거름으로 본다. 기본지식과 직무지식을 정기적으로 직원들에게 교육하며, 온/오프라인 교육기관의 강의를 적절히 활용하여 전문성을 기를 수 있도록 한다. 기업 내에서 공통적으로 요구되는 직급별 직무 역량과 리더십에 대한 체계적인 교육을 할 수 있다.

##### 코칭형 리더십
리더의 코칭을 통해 직원의 잠재 능력을 끌어내는데 집중한다. 리더의 코칭과 코칭 회의 시스템을 연결하여 비즈니스 성과를 극대화하는 목적을 갖는다. 조직 내 코칭 회의 시스템을 형성하여 인재양성의 도구로 활용할 수 있다. 때문에 리더의 코칭과 코칭 회의 시스템을 연결하여 비즈니스 성과를 극대화 할 수 있다. 코칭형 리더십의 활용을 위해서는 피드백 코칭의 개념 및 중요성에 대해 숙지하고 코칭과 교육을 통해 코칭형 리더십을 이해해야 한다. 궁극적으로 코칭 회의 시스템이 형성되면 스스로 가르치게 하여 잠재 능력이 발현된 직원이 또 다른 리더가 될 수 있다.

##### 자기증명시스템
성장을 위해 배우고자 하는 사람이 현장에서 지식을 전수받고 인증받는 시스템이다.
- 실행방법

1. 개인별 혹은 부서별 지식리스트를 확보하고 정리한다.
2. 인증된 지식을 KMS에 저장하여 관리한다.
3. 배우고자 하는 사람이 전수자를 만나 지식을 전수 받는다.

##### KRS (Keyman Reproducing System)
직원과의 개인적, 인격적 관계 속에서 정기적 만남과 가치와 지식의 전수를 통해 핵심인재로 성장 시키는 것이 목적이다. 이를 통해 경영자를 키우는 것이 궁극적인 목표이다. 오랫동안 함께하면서 조직의 철학과 스피릿이 맞는 사람을 키울 수 있다는 이점이 있다.지속적인 만남과 대화를 통해 스피릿을 공유한다. 경영자 레벨에 걸맞는 지배구조에 동참할 수 있도록 하며 코칭을 통해 성공하도록 도와주는 관계를 유지한다.

### 지식경영

#### 학습조직

##### 경영계기판
경영자가 가고자 하는 방향과 현재모습을 알게 해주는 지표에 대한 계기판이다. 현재의 실적을 파악해 신속히 적절한 행동을 실행에 옮길 수 있으며, 경영상의 전략적인 관리가 가능하게 만들어 준다.
- 실행방법

1. 산업과 비전을 고려한 조직의 핵심지표를 발견한다.
2. 전사/부사/팀/개인의 지표 우선순위를 정렬한다.
3. 작성주기와 가시성, 노출과 공유의 수준을 정한다.
4. 피드백하고 실행 후, 지속해서 적합한 지표를 찾고 업그레이드 한다.

##### AAR& AAP
전 직원이 자신의 업무를 완수하고 개선하기 위해 피드백 능력을 갖추도록 하는 피드백시스템이다. 자신의 일을 피드백하여 역량을 강화하고 성과에 책임지어 성장하도록 이끄는 것이 목표이다. AAR과 AAP를 사용하는 방법을 이해, 숙지, 그리고 활용하는 것이 중요하다. 궁극적으로는 직원이 자신의 과업에 피드백을 적용하여 자신의 성과에 책임지는 경영자로 성장하도록 한다.

##### 지식토크
피드백을 통해 발견한 지식을 발굴하고 공유하며 확산하는 미팅. 직원이 자유롭게 자신의 지식을 공유하고 확산하는 문화를 시작하도록 도모하는 것이 목표이다.
- 실행방법

1. 부서별 주 1회 또는 주간회의 후 15분 등 시간은 지정한다.
2. 지식나눔카드에 한 달간의 업무 중 발견한 지식을 작성한다.
3. 작성한 카드를 토대로 나눔의 시간을 갖는다.
4. 우수 지식을 선정하고 포상한다.
5. 전체 지식을 지식뱅크에 업로드한다.

##### 주간피드백미팅과 월간피드백미팅
주피미와 월피미로 불린다. 피드백과 전략수립을 중심으로 진행하는 주간회의와 월간평가회의이다. 각 부서의 방향성과 목표의 일관성을 가지고 진행하도록 하며, 부서 복합적 과제를 연계를 통해 해결해 나갈 수 있도록 한다. 단순한 회의가 아니라 부서별 소통과 의견 공유의 장으로 활용하는 것이 목표이다.
- 실행방법

1. 주피미나 월피미 양식을 선정/공유한다.
2. 피드백 미팅 참석 전 부서별로 양식을 작성하여 공유/참석한다.
3. 차이와 원인을 중심으로 해결해야할 과제에 대한 대안과 전략을 소통하고 의견을 공유한다.

##### KMS (Knowledge Management System)
지식의 발굴, 공유, 확산을 위한 온라인 도서관을 만드는 것. 기업에서 발굴한 지식을 관리하는 것이 목적이다. 이를 통해 개인의 지식이 아니라 전자적 지식으로 공유가 가능해지며, 인재양성을 위한 자료로도 활용이 가능하다.
기업의 공통 지식과 부셔별 지식을 분류하고, 기업의 지식을 분류에 맞게 저장한다. 정기 또는 비정기적으로 등록하고 공유하여 인재양성을 위한 지식의 전수, 업그레이드, 적용을 관리한다.

##### 디바이커 방식으로 일하기
과업 목표를 당성하기 위해서 필요한 지식을 나누어서 해결하는 업무수행 방식. 이를 통해 기업의 핵심 노하우를 정리하고 교육자료로 활용할 수 있다.
프로젝트 달성을 위한 과제를 3개월 단위나 1주 단위의 지식 제목으로 정합니다. 피드백을 통해 진척도를 관리합니다. 정리된 지식은 KMS에 업로드합니다.

##### 프로젝트 3종세트
프로젝트 완수를 위한 진행방법을 제공하는 것이 목적이다. 프로젝트의 담당자와 일정을 한 번에 소통하고 공유하며, 프로젝트의 진척도를 관리한다. 최종결과물에 대한 포상은 긍정적인 측면에 대한 격려와 상하 관계가 상관없는 인정함의 행동을 취한며, 성과에 대해서는 최고의 성취감을 얻을 수 있는 보상을 한다.
- 실행방법

1. 해결해야 할 과제에 대해 프로젝트 팀을 구성하고 조직화 한다.
2. 프로젝트 계획표를 작성하여 액션카드를 통해 문제를 해결해간다.
3. 지속적인 피드백 미팅으로 기한에 맞추어 마무리한다.
4. 개선된 결과를 통해 발견한 지식을 정리하여 KMS에 업로드한다.

#### 혁신지향

##### 핵심역량 Agenda
기업의 핵심역량을 기반으로 한 경영전략수립 방법이다. 이를 통해 시장의 기회를 발견, 필요 역량을 구축 그리고 강화하여 기업의 미래를 계획하는 것이 목적이다.
- 핵심역량 판별 기준

1. 고객가치성
2. 차별성
3. 확장성

##### R&R (Role & Responsibility)
모든 직원의 역할과 책임을 고객중심으로 명확하게 정립하는 것이 목적이다. 고객가치를 위해 어떤 부분에 집중할지 알 수 있다.
- 실행방법

1. 과업기술서를 통해 조직구성원 스스로 역할과 책임을 나열하게 한다.
2. 업무 프로세스를 각 부서별/개인별로 나열하고 정리한다.
3. 누가/어떤 일을 하는지 명확하게 규명한다.
4. R&R 워크샵에서 RACI 차트를 이용하여 실무담당자와 의사결정권자를 명확히 한다.

##### CAC (Critical Action Checklist)
일의 순서와 단계를 한눈에 볼 수 있도록 도형이나 그림으로 표현하여, 업무 프로세스상 중요한 일의 누락없이 점검하는 도구이다. 일의 전체 흐름을 파악하여, 지속, 반복적인 실수를 개선하고, 일의 장애요인을 제거하여 생산성과 효율성을 높이는 것이 목적이다. 업무의 전체를 볼 수 있기 때문에 문제의 원인을 알게되어 실수를 없앨 수 있다.
- 실행방법

1. 회사의 가장 핵심이 되는 업무 프로세스를 발견한다.
2. 관련된 부서의 담당자들이 모여서 일의 시작과 이동, 마무리를 발견하고 각 단계별 크리티컬 포인트를 발견한다.
3. 각 단계별 문제들을 해결할 수 있는 CAC체크리스트와 같은 도구를 만든다.
4. 지속적인 피드백을 통해 전체 프로세스를 점검하고 수정한다.

##### 과업계기판
직원이 스스로 자신의 과업을 관리할 수 있도록 추정지표로 관리할 능력을 부여하는 것이 목적이다. 모든 직원들이 자기성과를 자신이 증명하도록 하는 것이 목적이다. 또한, 성과물을 파악할 수 있는 명확한 지표가 된다.
- 실행방법

1. 자신의 과업의 경영계획에 따른 프로젝트의 목표와 전략을 세운다.
2. 전략에 따라 해결되었을 때 변하게 될 지표들을 작성한다.
3. 여러 지표들을 로직모델로 정리하여 효과성지표와 생산성지표가 무엇인지 구분한다.
4. 정리한 지표 중 핵심 지표를 기업의 방향과 수준을 고려하여 선정한다.
5. 선정한 KPI는 관리일정을 토대로 과업계기판에 넣어 관리한다.

##### 전략 수립 모델
고객, 비전, 피드백을 중심으로 수립하는 경영전략수립 방법론이다. 조직의 전략을 진단하고 세우며, 가인지 관점으로 경영전략을 세운다.
또한 차별화된 전략기획 수립방법으로 구체적으로 전략을 세울 수 있다.

##### 4최 1유
기업의 4최를(최초, 최고, 최대, 최신) 발견하여 시장의 유일한 기업으로 성장할 수 있도록 마케팅 매트릭스를 작성하는 것이 목적이다. 고객의 인식 속에 기억되는 표준적, 지배적인 회사소개를 만들 수 있다.
- 실행방법

1. COPOOM 테이블 작성을 통해 기업이 속한 산업에서 우리 기업만이 가진 4최를 발견한다.
2. 고객에 맞게 목정성을 가지고 발견한 4최를 회사소개, 상품소개 등에 반영한다.
3. 발견한 4최를 SNS, 홈페이지, 직원교육 등 자료에 반영한다.
4. 4최를 통해 발견한 유일성의 방향과 고객가치와의 연관성을 확인하고 검증한다.

##### 고객투시경
고객의 상태에 따라 다르게 마케팅할 수 있도록 차별화된 고객관계 전략을 시행하는 것이 목적이다. 고객을 입체적인 파악하여 니즈에 맞는 가치를 파악한다. 차별적인 마케팅 전략을 기획하고 실행함으로 로열티 고객을 확보할 수 있다.
- 실행방법

1. 기업의 고객이 누구인지 정의하고 고객의 데이터르 수집한다.
2. 경험고객을 기준점으로 재구매 고객, 로열티 고객의 수치를 파악한다.
3. 양적 & 질적 기준의 3대 지표를 가지고 로열티 고객의 등급을 규정한다.
4. 로열티 고객 관리를 위한 차별화된 고객 포트폴리오 전략을 세팅한다.
5. 세팅된 전략을 수행하면서 개선해간다.